# Партнерство з метою підвищення конкурентоспроможності економіки України
«Партне́рство з мето́ю підви́щення конкурентоспромо́жності еконо́міки Украї́ни» — щорічний аналітичний звіт Американської торговельної палати в Україні, започаткований у 2009 і спрямований на сприяння здійсненню регуляторних та законодавчих реформ, що мають бути проведені представниками приватного та державного секторів.

## Історія
У 2009 та 2010 роках заходи проекту концентрувались на боротьбі України із глобальною фінансовою кризою, яка залишила країну в умовах дуже глибокої економічної рецесії. У відповідь на зміни в політичному та економічному середовищах Палата розробляла рекомендації та план дій стосовно найактуальніших сфер економіки.

## Видання 2011

Видання 2011 року

Партнерство 2011—2012 включило більшу кількість секторів економіки, а також вперше окремо розглянуло сфери державної політики, необхідність реформування яких була визначена позицією компаній-членів Палати та партнерськими організаціями. Так, до ключових секторів економіки, охоплених Партнерством 2011—2012, належать:
- агропромисловий комплекс;
- банківські та фінансові послуги;
- паливно-енергетичний сектор;
- інформаційні та комунікаційні технології;
- нерухомість та будівництво;
- роздрібна торгівля;
- телекомунікації та передача даних;
- подорожі та туризм.

Окрім того до сфер державної політики, розглянутих 2011 року, відносяться:
- митна політика;
- політика у галузі охорони здоров'я;
- людські ресурси та політика у сфері праці;
- податкова політика;
- права інтелектуальної власності;
- політика у сфері боротьби з корупцією.

Видання Партнерства 2011—2012 пропонує стратегії покращення конкурентоспроможності України та висвітлює важливі реформи та конкретні заходи, що мають бути здійснені з метою прискорення розвитку країни.